# Commando express
Pour plus de détails, voir Fiche technique et Distribution.
Commando express (titré aussi Le Train de la mort) ou Le Détonateur au Québec (Death Train) est un téléfilm américain, réalisé par David Jackson, sorti en 1993.

## Synopsis
Un scientifique allemand aide un ancien général de l'armée soviétique à construire une arme nucléaire à laquelle il fait traverser l'Europe dans un train de marchandises piraté par un mercenaire américain. Malcolm Philpott, membre de l'UNACO (United Nation Anti Crime Organisation) doit recourir à une équipe composée d'agents de divers pays pour tenter d'arrêter cette menace de toute urgence.

## Fiche technique
Sauf indication contraire, les informations mentionnées dans cette section peuvent être confirmées par la base de données cinématographiques IMDb,  présente dans la section « Liens externes ».
- Titre original : Death Train
- Titre français : Commando express ou Le Train de la mort
- Titre québécois : Le Détonateur
- Réalisation et scénario : David Jackson, d'après le roman d'Alistair MacLean, Death Train, qui a été développé et publié en 1989 par Alastair MacNeill
- Direction artistique : Martyn Hebert
- Décors : Nenad Pecur et Julie Sheppard
- Photographie : Timothy Eaton
- Montage : Eric Boyd-Perkins et Peter Musgrave
- Musique : Trevor Jones
- Production : Peter Snell
- Sociétés de production : British Lion Film Corporation, J&M Entertainment, Jadran film, USA Pictures (ou United States Pictures) et Yorkshire International Films Ltd.
- Sociétés de distribution : USA Network (télévision, États-Unis), Columbia TriStar Film Distributors (cinéma) et Yorkshire Television Enterprises Ltd. (télévision) (Royaume-Uni), Blitz (cinéma) et HRT1 (télévision) (Croatie)
- Pays de production :  Royaume-Uni,  Croatie,  États-Unis
- Langue originale : anglais, russe, italien, slovène et allemand
- Format : couleur (Rankcolor) - 1,33:1 - son Dolby SR
- Genre : action, thriller
- Durée : 100 minutes (version néerlandaise), 92 minutes (version française)
- Dates de sortie : 
  - États-Unis, Canada : 14 avril 1993 sur USA Network
  - Royaume-Uni : 28 janvier 1996
- Classification :
  - États-Unis : TV-14 / R - Restricted
  - Canada : PA (Manitoba), A (Nouvelle-Écosse), AA (Ontario)
  - Québec : 13+
  - Royaume-Uni : 15

## Distribution
- Pierce Brosnan (VF : Bernard Lanneau) : Michael 'Mike' Graham
- Patrick Stewart : Malcolm Philpott
- Alexandra Paul (VF : Véronique Augereau) : Sabrina Carver
- Ted Levine (VF : Jacques Frantz) : Alex Tierney
- Christopher Lee : le général Konstantin Benin
- John Abineri (en) : Dr Karl Leitzig
- Clarke Peters : C .W. Whitlock, Ph.D.
- Nic D'Avirro : le major Gennadi Rodenko
- Andreas Jung : le lieutenant Sergei Kolchinsky
- Ron Berglas : Roger Flint
- Terrence Hardiman (en) : le capitaine Wolf
- Jay Benedict : Halloran
- Daniel Stewart : le caporal Tretyak
- Darko Milas le caporal Kuznetsov
- Vili Matula (en) : Sigi
- Lorrie Marlow : Yolanda Sanchez
- Bill Leadbitter : Rosie